# Avionică
Avionica este un termen, cuvânt-valiză, care include totalitatea sistemelor electrice și electronice utilizate pe aeronave, sateliți artificiali și nave spațiale. Sistemele de avionică includ aparatura de navigație, afișajul și gestionarea de sisteme multiple, precum și sutele de sisteme care sunt montate pe aeronavă pentru a efectua funcții individuale. Acestea pot fi la fel de simple cum este un proiector pentru un elicopter de poliție, sau la fel de complicat ca sistemul tactic de avertizare timpurie pentru o platformă aeropurtată. Termenul avionică este un cuvânt-valiză al cuvintelor avi-ație și electr-onică.